# Dinamarca en los Juegos Olímpicos de Oslo 1952
Dinamarca estuvo representada en los Juegos Olímpicos de Oslo 1952 por un deportista que compitió en patinaje artístico.  
El portador de la bandera en la ceremonia de apertura fue el patinador Per Cock-Clausen. El equipo olímpico danés no obtuvo ninguna medalla en estos Juegos.